# La Villa (film)
Pour les articles homonymes, voir La Villa (homonymie).
Pour plus de détails, voir Fiche technique et Distribution.
La Villa est un film français réalisé par Robert Guédiguian, sorti en 2017.
Il est présenté en sélection officielle à la Mostra de Venise 2017.

## Synopsis
Angèle, Joseph et Armand se retrouvent auprès de Maurice, leur père âgé devenu aphasique après une attaque. Angèle n'est pas retournée dans la maison d'enfance depuis 20 ans, brisée par la mort accidentelle de sa fille Blanche. Des souvenirs mélancoliques s'échangent sur la calanque autrefois populaire et communiste, désormais livrée à la spéculation immobilière et qui a perdu sa vie sociale d’antan. Angèle n'accepte pas que son père, terrassé de remords d'être le responsable de la mort de Blanche dont il avait la responsabilité, lui réserve une plus importante part d'héritage que ses frères pour l'achat de son pardon.
Benjamin, un pêcheur trentenaire de la calanque, retrouve avec délice Angèle, l'actrice qu'il avait tant admirée au théâtre à Marseille, qui lui avait donné le goût des planches, et dont il est secrètement amoureux. 
Ce faisant, des militaires en armes surveillent régulièrement la côte où échouent des migrants venus d'Afrique, afin de les arrêter et de les renvoyer dans leur pays. Un jour, les deux frères trouvent dans la falaise trois enfants sans parents, transis et affamés. Ils les cachent chez eux, ce qui les ramène à une réalité beaucoup plus dramatique que la mélancolie ambiante des souvenirs vieillissants.

## Fiche technique
- Titre français : La Villa
- Réalisation : Robert Guédiguian
- Scénario : Robert Guédiguian et Serge Valletti
- Photographie : Pierre Milon
- Décors : Michel Vanderstien
- Montage : Bernard Sasia
- Son : Laurent Lafran
- Production : Robert Guédiguian, Marc Bordure
- Société de production : Agat Films, en association avec la SOFICA Cinémage
- Société de distribution : Diaphana Distribution(France)
- Pays d'origine :  France
- Format : couleur - 35 mm
- Genre : drame
- Durée : 107 minutes
- Dates de sortie :
  -  Italie : septembre 2017 (Mostra de Venise 2017)
  -  France : 29 novembre 2017

## Distribution
- Ariane Ascaride : Angèle Barberini, sœur de Joseph et Armand, actrice
- Jean-Pierre Darroussin : Joseph, frère d'Angèle et Armand, professeur retraité
- Gérard Meylan : Armand, frère d'Angèle et Joseph, restaurateur
- Fred Ulysse : Maurice, père d'Angèle, Joseph et Armand
- Anaïs Demoustier : Bérangère, compagne de Joseph
- Robinson Stévenin : Benjamin, pêcheur, amoureux d'Angèle
- Yann Trégouët : Yvan, fils, médecin
- Jacques Boudet : Martin, mari de Suzanne, père d'Yvan
- Geneviève Mnich : Suzanne, épouse de Martin, mère d'Yvan
- Pierre Banderet : 3e garçon dans l'extrait de Ki lo sa ?
- Esther Seignon : Blanche, fille d'Angèle
- Diouc Koma : le soldat
- Haylana Bechir : la réfugiée adolescente
- Ayoub Oaued : l'enfant réfugié 1
- Giani Roux : l'enfant réfugié 2

## Production

### Attribution des rôles
Une bonne partie des acteurs ont déjà tourné à plusieurs reprises avec Guédiguian : Ariane Ascaride, Jean-Pierre Darroussin, Gérard Meylan, Anaïs Demoustier, Yann Trégouët ou Jacques Boudet. Le film montre d'ailleurs les trois premiers, avec trente ans de moins, dans un extrait de Ki lo sa ? du même Guédiguian (1985), inséré dans le film pour une séquence se déroulant sur le petit port de la calanque de Méjean.

### Tournage
Le film a été tourné pendant l'hiver 2016-2017 intégralement dans la calanque de Méjean à l'ouest de Marseille.

### Musique
- I Want You de Bob Dylan.
- Première musique du film Ki lo sa ? par Alexandre Desplat.

## Sortie

### Accueil critique
L'accueil critique est positif : le site Allociné recense une moyenne des critiques presse de 4,1/5, et des critiques spectateurs à 3,5/5.

Dans les Cahiers du cinéma, Jean-Sébastien Chauvin écrit : 

« On retrouve dans La Villa ces figures typiques du cinéma de Guédiguian, des personnages qui se tiennent droits dans leurs convictions, qui écoutent les autres dans un souci démocratique, mais ne dévient jamais du chemin moral qu'ils ont tracé en leur for intérieur. »

Dans Le Monde, Jacques Mandelbaum dresse la liste de « la litanie de questions chères à Robert Guédiguian : comment rester fidèle à l’héritage de lutte et à l’idéal de justice qu’incarnait cet homme ? Comment ne pas les trahir dans la jungle renouvelée et triomphante de l’économie libérale ? Comment tenir encore sur la nécessité, chaque jour piétinée, de la solidarité et du bien commun ? »

Dans L'Alsace, Nathalie Chifflet écrit : 

« Ce qui a été ne reviendra jamais et les souvenirs n’y pourront rien changer. La mémoire même des choses finira par se diluer et se perdre. De ce passé défunt, Robert Guédiguian fait le deuil dans l’un de ses films les plus personnels et les plus désenchantés. »

### Box-office
- France : 552 273 entrées[8]

## Distinctions

### Récompenses
- Mostra de Venise 2017 : prix SIGNIS et UNIMED pour Robert Guédiguian

### Nominations
- 43e cérémonie des César : César de la meilleure actrice dans un second rôle pour Anaïs Demoustier